# Nowy Bugaj
Nowy Bugaj est une localité polonaise de la gmina de Rudniki, située dans le powiat d'Olesno en voïvodie d'Opole.